# Ladislau Biernaski
Ladislau Biernaski, CM (Almirante Tamandaré, 24 de outubro de 1937 – Curitiba, 13 de fevereiro de 2012) foi um sacerdote vicentino e bispo católico brasileiro. Foi bispo auxiliar de Curitiba e o primeiro bispo diocesano de São José dos Pinhais no Paraná. Foi também presidente da Comissão Pastoral da Terra.

## Biografia
De origem polonesa, estudou no seminário menor de São Vicente de Paulo em Curitiba e posteriormente em Araucária, para onde o seminário foi transferido. Fez o noviciado em Curitiba, junto à paróquia São Vicente de Paulo. Cursou filosofia no seminário franciscano de Bom Jesus (1958-1959) e a teologia no Studium Teologicum dos padres claretianos (1960-1963), ambos em Curitiba. Licenciou-se em Filosofia no Instituto Católico de Paris (1963-1965).
Retornando ao Brasil, foi diretor do Curso Clássico no Seminário São Vicente de Paulo, (Araucária) até 1968. Também foi professor de filosofia na Conferência dos Religiosos do Brasil do Paraná (1967). Foi Superior do Seminário Menor de Araucária (1968-1975). De 1975 a 1979 foi Provincial da Congregação da Missão e presidente da CRB no Paraná (1977-1979). Atuou na pastoral vocacional da Arquidiocese de Curitiba.
Em 1979 foi nomeado bispo auxiliar de Curitiba. Recebeu a missão de atender 23 municípios no entorno da capital paranaense e trabalhar com as pastorais sociais. Atuou como Secretário Executivo do Regional Sul 2 da CNBB. Foi o representante episcopal junto à Pastoral Operária, à Comissão Pastoral da Terra, à Pastoral Carcerária e à Pastoral do Menor.
Em 2006, foi nomeado bispo da recém-criada diocese de São José dos Pinhais. Foi eleito presidente nacional da Comissão Pastoral da Terra em 2009, cargo que exercia quando faleceu, em fevereiro de 2012, por falência de múltiplos órgãos, após dias de internação no Hospital Ernesto Gaertner, em Curitiba, por conta de um câncer abdominal.

## Lema
Ele é a Nossa Paz